# Vincenzo Grifo
Vincenzo Grifo (* 7. April 1993 in Pforzheim, Deutschland) ist ein italienischer Fußballspieler. Der Mittelfeldspieler wird vorrangig zentral oder links eingesetzt. Er steht beim SC Freiburg unter Vertrag und ist italienischer A-Nationalspieler.

## Karriere

### Im Verein

#### Jugend
Grifos Familie stammt aus Sizilien und Apulien; er selbst wuchs in Deutschland auf, besitzt aber ausschließlich den italienischen Pass. Er stand bereits mit dreieinhalb Jahren beim damaligen VfR Pforzheim auf dem Trainingsplatz. Dort spielte er bis zur D-Jugend. Über die Station Germania Brötzingen kehrte er 2010 in die A-Jugend des VfR-Nachfolgevereins 1. CfR Pforzheim zurück.
Im Sommer 2011 wechselte er in die U-19-Bundesliga zur A-Jugend des Karlsruher SC. In 19 Spielen traf er sechsmal und bereitete zehn Tore vor.

#### Über Hoffenheim in die 2. Bundesliga
Im Mai 2012 unterschrieb er einen Zweijahresvertrag beim Bundesligisten TSG 1899 Hoffenheim und wurde in der zweiten Mannschaft eingesetzt. Dort etablierte er sich in der Regionalliga-Saison 2012/13 als Stammspieler und erzielte in den ersten sechs Spielen fünf Tore. Am 19. Oktober 2012, dem 8. Spieltag der Bundesliga-Saison 2012/13, wurde er im Heimspiel (3:3) gegen die SpVgg Greuther Fürth vom Trainer Markus Babbel in der 70. Minute für Takashi Usami eingewechselt. Eine Woche später wurde seine Vertragslaufzeit bis zum 30. Juni 2016 verlängert.
Am 9. Januar 2014 wurde Grifo bis zum Saisonende an Dynamo Dresden ausgeliehen. Er hatte hier mehr Einsatzzeiten als in Hoffenheim; Dynamo stieg am Ende der Saison in die 3. Liga ab. Zur Saison 2014/15 wurde er an den Zweitligisten FSV Frankfurt weiterverliehen, bei dem er sich zu Saisonbeginn einen Stammplatz sicherte.

#### SC Freiburg
Zur Saison 2015/16 wechselte Grifo in die 2. Bundesliga zum SC Freiburg. Im Gegenzug wechselte Jonathan Schmid nach Hoffenheim. Mit dem SC Freiburg stieg Grifo in die 1. Bundesliga auf. Er zeichnete sich durch 15 Torvorlagen und 14 selbst erzielte Treffer, darunter viele direkt verwandelte Freistöße, als einer der Topscorer neben Nils Petersen aus. Auch in der Bundesliga war Grifo in der Saison 2016/17 mit zwölf Vorlagen und sechs Treffern erfolgreich. Mit dem SC Freiburg erreichte er den siebten Rang in der Abschlusstabelle und damit die Berechtigung zur Teilnahme an der Europa-League-Qualifikation.

#### Über Gladbach zurück nach Hoffenheim und Freiburg
Zur Saison 2017/18 wechselte Grifo zu Borussia Mönchengladbach und unterschrieb einen bis 2021 laufenden Vertrag. Er kam in 17 Ligaspielen zum Einsatz und erzielte keinen Treffer.
Zur Saison 2018/19 kehrte Grifo zur TSG 1899 Hoffenheim zurück, bei der er einen Vertrag mit einer Laufzeit bis zum 30. Juni 2022 unterschrieb. Nachdem er in der Hinrunde unter dem Trainer Julian Nagelsmann in der Bundesliga nur zu sieben Einsätzen (ein Tor) gekommen war, kehrte er Anfang Januar 2019 auf Leihbasis bis zum Saisonende zum SC Freiburg zurück. Während seiner Ausleihe in der zweiten Saisonhälfte der Bundesligasaison 2018/19 durfte Grifo aufgrund einer Klausel des Leihvertrages nicht im Bundesligaspiel gegen die TSG 1899 Hoffenheim auflaufen. In Freiburg fand Grifo wieder zurück zu einer guten Form und war sofort wieder Leistungsträger im Team von Christian Streich, bei dem er schon zwischen 2015 und 2017 gesetzt gewesen war.
Nach seiner Rückkehr zu den Kraichgauern spielte der Italiener je einmal in der Bundesliga und im Pokal, wechselte jedoch zum Ende der Sommertransferphase 2019/20 zum dritten Mal zum SC Freiburg, der ihn fest verpflichtete. Die Ablöse lag nach Pressemeldungen bei sieben Millionen Euro.
Mit dem SC Freiburg zog Grifo in der Saison 2021/22 nach einem 3:1-Auswärtssieg gegen den Hamburger SV in das Pokalfinale ein, das im Elfmeterschießen mit 4:2 gegen RB Leipzig verloren wurde.
Im Oktober 2022 erzielte Grifo seinen 39. BL-Treffer zum 2:0-Endstand gegen Werder Bremen und überholte damit seinen Landsmann Luca Toni als bester italienischer Torschütze der Bundesligageschichte. Im November 2022 erzielte Grifo beim 4:1-Heimsieg gegen 1. FC Union Berlin in der 20. Spielminute per Foulelfmeter sein drittes Tor zum 3:0. Dies war der viertschnellste Hattrick der Bundesliga. Bis zum Ende der Saison erzielte Grifo 15 Bundesligatore und belegte damit den dritten Platz in der Torschützenliste der Saison 2022/23. In der Europa-League erreichte Grifo mit dem SC Freiburg das Achtelfinale, in dem das Hin- und das Rückspiel mit 1:0 und 0:2 gegen Juventus Turin verloren wurden.
Zur Saison 2023/24 wurde Grifo nach dem Wechsel von Mark Flekken zum FC Brentford stellvertretender Kapitän hinter Christian Günter. Nach dem doppelten Armbruch Günters in der Vorbereitung und zu Saisonbeginn trug Grifo in der Hinrunde die Kapitänsbinde regelmäßig. Im Oktober 2023 drehte Grifo beim 3:1-Auswärtssieg gegen den TSC Bačka Topola in der Europa-League mit einem Hattrick das Spiel.

### In der Nationalmannschaft
Grifo debütierte am 6. September 2013 im Spiel gegen die Schweiz in der italienischen U20-Nationalmannschaft. In diesem Spiel erzielte er auch sein erstes Tor im Nationaltrikot.
Am 9. November 2018 gab der italienische Fußballverband Roberto Mancinis 27 Spieler umfassenden Kader für das Spiel der UEFA Nations League 2018/19 gegen Portugal am 17. November in Mailand und das Freundschaftsspiel gegen die USA am 20. November in Genk bekannt, darunter auch Grifo, welcher erstmals für die A-Auswahl nominiert worden war. Bei seinem ersten Einsatz, gegen die USA, wurde Grifo dann zur zweiten Halbzeit für Federico Chiesa eingewechselt.
2021 gehörte er zum 33 Spieler umfassenden vorläufigen Kader der italienischen Nationalmannschaft für die Europameisterschaft, wurde aber als letzter möglicher Spieler aus dem erweiterten Aufgebot des späteren Europameisters gestrichen.

## Erfolge
- Meister der 2. Bundesliga und Aufstieg in die Bundesliga: 2016

## Privates
Grifo ist seit 2018 mit seiner langjährigen Freundin verheiratet. Gemeinsam haben sie zwei Kinder.